# Lilly Helveg Petersen
Lilly Edith Helveg Petersen f. Lolk (født 13. september 1911 i Troense, død 10. oktober 2005) var en dansk politiker, der fra 1970 til 1978 var borgmester for Københavns Kommunes 5. magistrat, valgt for Det Radikale Venstre. Som borgmester havde hun ansvaret for hovedstadens offentlige trafik, energiforsyning og håndværk. Under hendes ledelse sløjfede København sporvognene i 1972 og overgik til busser. Året efter stod hun i spidsen for etableringen af Hovedstadsområdets Trafikselskab.
Hun var fra 1936 gift med Kristen Helveg Petersen, tidligere undervisnings- og kulturminister for Det Radikale Venstre. Parret er forældre til forhenværende udenrigsminister Niels Helveg Petersen samt to døtre, Anne (f. 1937) og Karen (f. 1944).
Trods flere forsøg lykkedes det ikke Helveg Petersen at blive valgt til Folketinget, men i en årrække havde hun sæde i den radikale hovedbestyrelse. I 1978 forlod hun aktiv politik, men var i mange år frem en aktiv debattør.
På Østerbro er Lilly Helveg Petersens Plads opkaldt efter hende.